# 放送大学学園
放送大学学園（ほうそうだいがくがくえん、英語: The Open University of Japan Foundation）は、千葉県千葉市に所在し、放送大学学園法にもとづき、放送大学を設置し運営する事を目的としている特殊法人でありながら学校法人でもある。文部科学省・総務省が所管する。
日本全国を放送対象地域とする超短波放送（衛星ラジオ放送）とテレビジョン放送の衛星基幹放送事業者でもある。かつてはラテ兼営の特定地上基幹放送事業者として、関東広域圏の授業実施予定地域を放送対象地域とする超短波放送（FMラジオ放送）とテレビジョン放送も実施していた。

## 放送大学学園法と法人格
前身である旧放送大学学園（以下「旧学園」と表記）は、旧放送大学学園法（以下「旧法」と表記）を根拠法とし政府が全額出資する資本金1億円の特殊法人（公法人）であった。
しかし、全部改正された放送大学学園法の施行により、旧学園は解散、新放送大学学園が設立され、旧学園の設置する大学を継承した。この放送大学学園は「私立学校法第三条に規定する学校法人」であるとされているが（新放送大学学園法第3条）、旧学園と同様に文部科学省並びに総務省が共管する特殊法人でもある。
一般的な学校法人とは異なり、放送大学学園に対しては経常費の半額を超える補助金を交付することが可能となっている。国からの期待を背景にして、2012年度予算では国からの財政支出は約80億9800万円（財政支出比率は56%）に上る。同年度の国立大学法人の財政支出における運営費交付金（国からの財政支出）の割合は41%程度であり、これを15%ポイントも上回ることになる。
法人の名称は法律によって定められており（放送大学学園法第3条・放送大学学園寄付行為第1条）、私立大学を設置する学校法人ではあるが「学校法人」を冠しない（「学校法人放送大学学園」ではない）。なお放送大学と同じく特殊法人でありながら学校法人でもある沖縄科学技術大学院大学学園は「学校法人」を冠している。

## 沿革
- 1967年（昭和42年）11月7日 - 文部大臣、社会教育審議会に対して「映像放送およびFM放送による教育専門放送のあり方について」諮問。
- 1969年（昭和44年）
  - 3月29日 - 社会教育審議会、「映像放送およびFM放送による教育専門放送のあり方について」答申。
  - 5月 - 文部省、郵政省との間に「教育放送連絡協議会」設置。電波等の問題を中心に協議を進めるとともに、答申の趣旨の具体化について検討。
  - 10月24日
    - 文部・郵政両大臣、放送大学の検討開始について閣議報告。
    - 文部省、「『放送大学』の設立について」発表。
    - 文部・郵政両大臣の諮問機関「放送大学問題懇談会」設置。
    - 文部大臣の諮問機関「放送大学準備調査会」設置。

  - 11月11日 - 放送大学問題懇談会、文部・郵政両大臣に意見書を提出。
- 1970年（昭和45年）
  - 7月24日 - 放送大学準備調査会、「放送大学の設立について」報告。
  - 9月10日 - 郵政省、「放送大学放送施設調査会」設置。
  - 10月29日 - 放送大学放送施設調査会、「放送大学に必要な放送施設について」報告。
- 1971年（昭和46年）
  - 3月27日 - 社会教育審議会教育放送分科会、「放送大学における放送授業番組および印刷教材のあり方について」報告。
  - 8月16日 - 日本短波放送により放送大学実験番組の放送開始（〜1975年2月28日）。
- 1972年（昭和47年）
  - 2月7日 - NHK UHFテレビ実験局により放送大学実験番組の放送開始（〜1975年3月13日）。
  - 2月 - 文部省、「放送大学（仮称）設置に関する調査研究会議」設置。
- 1973年（昭和48年）
  - 3月31日- 放送大学（仮称）設置に関する調査研究会議、中間報告とりまとめ。
  - 9月 - 郵政省電波監理局放送部、「放送大学（仮称）に必要な放送施設に関する調査報告書」とりまとめ。
- 1974年（昭和49年）
  - 3月22日 - 放送大学（仮称）設置に関する調査研究会議、「放送大学（仮称）の基本構想」提出。
  - 5月21日 - 文部省、「放送大学創設準備に関する調査研究会議」設置。
- 1975年（昭和50年）
  - 5月25日 - 放送大学の実験番組を千葉テレビ放送・テレビ神奈川・日本短波放送において再放送し、「放送大学の教育方法の実験的試行」を実施（〜1976年3月12日）。
  - 6月 - 文部省、「放送大学に対する教育需要の予測調査」を実施。
  - 12月17日 - 放送大学（仮称）創設準備に関する調査研究会議、「放送大学の基本計画に関する報告」提出。
- 1976年（昭和51年）
  - 10月1日 - 東北大学・広島大学において東日本放送・中国放送各テレビと東北放送・中国放送各ラジオを利用した公開講座開始（〜1977年1月7日）。放送大学の学習指導のあり方と教育効果について調査。
  - 10月 - 文部省、大学設置審議会大学基準分科会に「大学通信教育・放送大学特別委員会」を設置。
  - この年から - 放送を利用した学習指導方法についての調査研究を私立大学通信教育協会に委嘱して実施。
- 1977年（昭和52年）4月18日 - 文部省、「放送大学創設準備室」を東京工業大学に設置（実際の事務室は文部省内）。
- 1978年（昭和53年）
  - 4月 - 放送大学創設準備室を「放送教育開発センター創設準備室」に改組し、事務室を旧東京教育大学に移転。
  - 10月1日 - 国立大学共同利用機関「放送教育開発センター」設立。
- 1981年（昭和56年）
  - 6月11日 - 放送大学学園法（昭和56年法律第80号）公布・施行[3]。
  - 7月1日 - 放送大学学園法第2条により特殊法人である放送大学学園を設立。
- 1982年（昭和57年）
  - 8月11日 - 大学の名称を「放送大学」に正式決定。
- 1983年（昭和58年）
  - 1月17日 - 文部大臣、放送大学の設置を認可。
  - 2月4日 - 郵政省、放送大学学園に東京テレビジョン放送局及び東京超短波放送局の予備免許を交付。
  - 4月 - 放送大学学園が放送大学学園法第20条第1項に基づき放送大学を設置。
- 1984年（昭和59年）
  - 10月 -
    - 幕張校舎の完成に伴い、学園本部を東京都世田谷区下馬四丁目1-1から千葉県千葉市(現・美浜区)若葉二丁目11に移転。
- 1985年（昭和60年）
  - 4月1日 - 学生受け入れ、関東広域圏で授業放送を開始。10時より第1号番組『大学の窓』を放送開始。
- 1989年（平成元年）
  - 4月 - 第1回卒業式の挙行、来賓の皇太子徳仁親王より祝辞、卒業生544人[4]。
  - それまでの3学期制から2学期制となる。
- 2002年（平成14年）12月13日 - 放送大学学園法（昭和56年法律第80号）の全部を改正する放送大学学園法（平成14年法律第156号）公布[5]。
- 2003年（平成15年）
  - 10月1日 - 放送大学学園法が施行され、旧放送大学学園法は廃止となる。同法附則第3条により旧放送大学学園は解散となり放送大学学園が新設される。放送大学学園は同法第3条により学校法人と明記されたため放送大学は私立大学となった[6]。
- 2010年（平成22年） - インターネットのドメイン名を「u-air.ac.jp」から「ouj.ac.jp」に変更。
- 2011年（平成23年）
  - 6月30日 - 放送法の改正施行により、地上放送業務（テレビ・ラジオ）は特定地上基幹放送業務に、スカパー!でのCS委託放送業務は衛星一般放送業務に、認定のみ受けている特別衛星委託放送業務（BS）は衛星基幹放送業務にそれぞれ移行。
- 2015年（平成27年）4月 - オンライン授業（「幼児理解の理論及び方法（'15）」「教育課程の意義及び編成の方法（'15）」 ）を開始。
- 2018年（平成30年）
  - 3月末 - 一部旧技術仕様のケーブルテレビ局における再放送終了[7]。

## 組織

### 組織
放送大学の業務は、放送大学学園に雇用された職員（教員）が担当する。
私立学校法および学校教育法の規定により、「学校法人に置かれる理事会」と「大学に置かれる教授会」からなる運営が行われている。
大学全体の組織は、大学本部と学習センター、サテライトスペースに区分される。以下、本節内において、学習センター及びサテライトスペースは区分せず、一律に学習センターと記述する。
教員組織は、学長（大学責任者）、教授会、教授、准教授からなる。すべての専任教員に任期制（5年任期）が採用されている。
- 理事会（理事長、理事）
- 監事
- 評議員会（議長、評議員）
- 放送番組委員会
- 教授会
- 顧問
- 事務局

放送大学学園の事務（放送大学の事務並びに放送番組の制作および放送を含む）を行う。なお、大学の事務組織は、放送大学学園ではなく放送大学が行うため、放送大学学園の事務局は、放送局「放送大学」の事務組織と、法人「放送大学学園」の事務組織である。
- 総務部
  - 総務課 - 総務係、人事係、職員係
  - 広報課 - 広報企画グループ、学生募集グループ

- 財務部
  - 財務課 - 総務係、予算係、決算・審査係
  - 経理課 - 経理係、用度・管理グループ、施設グループ

- 学務部
  - 教務課 - 教務係、教育課程編成係、教材係、大学院企画・入試グループ、大学院研究指導グループ
  - 連携教育課 - 企画推進係、連携協力係、資格取得係
  - 学生課 - 入学受付グループ、履修登録グループ、単位認定試験グループ、通信指導グループ、卒業判定グループ、障がい学生支援グループ
  - 学習センター支援室 - 学習センター係、学生支援係、面接授業係

- 教育研究支援部
  - 情報推進課 - 情報企画係、基盤システム係、ネットワーク係
  - 図書情報課 - 管理係、情報管理係、情報サービス係

- 放送部
  - 企画管理課 - 総務係、企画係、業務係、素材管理係
  - 技術・運行課 - 管理係、運行係、送信係、スタジオ技術係
  - メディア・衛星企画室 - デジタル企画係

- 制作部
- 総合戦略企画室 - 企画係、調整係、評価分析係、研究協力・産学連携係、国際連携係
- 監査室